# ソロユニット (競走馬)
ソロユニット(Solo Unit)は、日本の競走馬、繁殖牝馬。主な勝ち鞍に2020年のエーデルワイス賞、リリーカップ、2021年のハヤテスプリント。NARグランプリ2020の2歳最優秀牝馬に選出された。

## 戦績
- 特記事項なき場合、本節の出典はJBISサーチ[2]、地方競馬全国協会[3]

2020年6月17日、門別競馬場でのフレッシュチャレンジでデビューし、2着。2戦目の2歳未勝利戦で初勝利を挙げ、続くアタックチャレンジも勝って認定馬となる。8月11日のオープン競走ペリドット特別を制して臨んだリリーカップでは、4コーナーから押し切る競馬で2着レディブラウンに7馬身差をつけ、4連勝で重賞を初めて制した。次戦のエーデルワイス賞でも好位から競馬を進めて勝利し、5連勝でダートグレード競走を手中にした。大井競馬場に遠征した12月の東京2歳優駿牝馬は初のマイル戦で、デビュー3連勝で臨んだケラススヴィアの前に8着に終わり、GRANDAME-JAPAN2020の2歳シーズンでもケラススヴィアとは8ポイント差の3位に終わったが、2020年度のNARグランプリの2歳最優秀牝馬選考ではケラススヴィアとの比較でエーデルワイス賞勝ちなどのアドバンテージが評価の決め手となり、2歳最優秀牝馬に選ばれた。また地方競馬強化指定馬制度にもケラススヴィアやアランバローズ、ラッキードリームらとともに選定された。
3歳時はホッカイドウ競馬開幕週の鳥待月特別から始動して勝利をおさめたが、続く北海道3歳三冠の一冠目北斗盃はラッキードリームの3着。盛岡競馬場に遠征してのハヤテスプリントでは、ミラコロカナーレの追撃をクビ差押さえて重賞3勝目を挙げた。この後は、中央芝重賞のキーンランドカップに挑戦するも殿負けを喫する。地元に戻っての準重賞のうらかわオープンは人気を裏切り6着、道営2021年シーズン最終日の道営スプリントはブービーの11着に終わった。
4歳になり、久々の出走となったアドマイヤマーズ・プレミアムは大差の最下位に終わる。これが最後のレースとなり、2022年4月28日付で地方競馬登録を抹消、繁殖牝馬となった。

## 競走成績
以下の内容は、JBISサーチ、netkeiba.com、地方競馬全国協会に基づく。
| 競走日     | 競馬場 | 競走名                       | 格     | 距離（馬場）  | 頭 数 | 枠 番 | 馬 番 | オッズ （人気） | 着順 | タイム （上り3F） | 着差 | 騎手        | 斤量 [kg] | 1着馬（2着馬）         | 馬体重 [kg] |
| ---------- | ------ | ---------------------------- | ------ | ------------- | ----- | ----- | ----- | --------------- | ---- | ----------------- | ---- | ----------- | --------- | ---------------------- | ----------- |
| 2020.06.17 | 門別   | フレッシュチャレンジ         | 新馬   | ダ1000m（良） | 7     | 3     | 3     | 006.30（2人）   | 02着 | R1:02.6（37.7）   | -0.0 | 0桑村真明   | 54        | ラッキーカイザー       | 446         |
| 0000.06.30 | 門別   | 2歳未勝利                    |        | ダ1000m（重） | 11    | 5     | 5     | 001.30（1人）   | 01着 | R1:00.2（36.7）   | -0.8 | 0阿部龍     | 54        | （タクシードライバー） | 450         |
| 0000.07.22 | 門別   | アタックチャレンジ           |        | ダ1000m（稍） | 8     | 2     | 2     | 001.40（1人）   | 01着 | R1:00.4（37.3）   | -0.6 | 0阿部龍     | 54        | （チサット）           | 446         |
| 0000.08.11 | 門別   | ペリドット特別               | OP     | ダ1200m（稍） | 6     | 6     | 6     | 001.80（1人）   | 01着 | R1:13.8（38.9）   | -0.6 | 0阿部龍     | 54        | （ストックグロリー）   | 440         |
| 0000.08.27 | 門別   | リリーC                      | H3     | ダ1200m（良） | 12    | 3     | 3     | 001.60（1人）   | 01着 | R1:13.9（38.5）   | -1.5 | 0阿部龍     | 54        | （レディブラウン）     | 440         |
| 0000.10.15 | 門別   | エーデルワイス賞             | JpnIII | ダ1200m（重） | 15    | 6     | 11    | 002.30（1人）   | 01着 | R1:12.2（38.0）   | -0.8 | 0阿部龍     | 54        | （ミコブラック）       | 444         |
| 0000.12.31 | 大井   | 東京2歳優駿牝馬              | SI     | ダ1600m（良） | 16    | 2     | 2     | 001.90（1人）   | 08着 | R1:44.6（39.9）   | -1.5 | 0阿部龍     | 54        | ケラススヴィア         | 442         |
| 2021.04.15 | 門別   | 鳥待月特別                   |        | ダ1200m（稍） | 8     | 4     | 4     | 001.00（1人）   | 01着 | R1:14.5（38.4）   | -0.4 | 0阿部龍     | 55        | （イッツソーラッド）   | 436         |
| 0000.05.13 | 門別   | 北斗盃                       | H2     | ダ1600m（良） | 9     | 6     | 6     | 004.40（3人）   | 03着 | R1:42.7（39.6）   | -0.2 | 0阿部龍     | 54        | ラッキードリーム       | 440         |
| 0000.07.25 | 盛岡   | ハヤテスプリント             | M2     | ダ1200m（良） | 14    | 4     | 5     | 001.50（1人）   | 01着 | R1:14.8（38.7）   | -0.1 | 0阿部龍     | 54        | （ミラコロカナーレ）   | 438         |
| 0000.08.29 | 札幌   | キーンランドC                | GIII   | 芝1200m（良） | 16    | 1     | 2     | 090.5（15人）   | 16着 | R1:10.6（35.5）   | -1.5 | 0古川吉洋   | 51        | レイハリア             | 430         |
| 0000.10.07 | 門別   | うらかわオープン             | 準重賞 | ダ1200m（重） | 8     | 7     | 7     | 001.80（1人）   | 06着 | R1:13.4（38.6）   | -0.7 | 0阿部龍     | 56        | ハッピーホンコン       | 444         |
| 0000.11.04 | 門別   | 道営スプリント               | H1     | ダ1200m（重） | 12    | 5     | 5     | 031.10（8人）   | 11着 | R1:12.5（38.6）   | -1.8 | 0山本咲希到 | 54        | アザワク               | 442         |
| 2022.04.20 | 門別   | アドマイヤマーズ・プレミアム | A1     | ダ1200m（良） | 11    | 8     | 11    | 013.00（4人）   | 11着 | R1:22.2（46.7）   | -7.3 | 0阿部龍     | 54        | スティールペガサス     | 442         |

## 繁殖成績
|       | 馬名               | 生年   | 性 | 毛色 | 父                 | 馬主 | 厩舎 | 戦績           |
| ----- | ------------------ | ------ | -- | ---- | ------------------ | ---- | ---- | -------------- |
| 初仔  | ソロユニットの2023 | 2023年 | 牡 | 鹿毛 | ミッキーアイル     |      |      | （デビュー前） |
| 2番仔 | ソロユニットの2024 | 2024年 | 牡 | 栗毛 | タワーオブロンドン |      |      | （デビュー前） |

- 2024年9月25日現在

## 血統表
| ソロユニットの血統                | ソロユニットの血統                                      | ソロユニットの血統          | （血統表の出典）            | （血統表の出典） |
| 父系                              | ストームバード系                                        | ストームバード系            | ストームバード系            | [ § 2 ]          |
| 父 *アジアエクスプレス 2011 栗毛  | 父の父*ヘニーヒューズ Henny Hughes 2003 栗毛            | *ヘネシー                   | Storm Cat                   | Storm Cat        |
| 父 *アジアエクスプレス 2011 栗毛  | 父の父*ヘニーヒューズ Henny Hughes 2003 栗毛            | *ヘネシー                   | Island Kitty                |                  |
| 父 *アジアエクスプレス 2011 栗毛  | 父の父*ヘニーヒューズ Henny Hughes 2003 栗毛            | Meadow Flyer                | Meadowlake                  | Meadowlake       |
| 父 *アジアエクスプレス 2011 栗毛  | 父の父*ヘニーヒューズ Henny Hughes 2003 栗毛            | Meadow Flyer                | Shortley                    |                  |
| 父 *アジアエクスプレス 2011 栗毛  | 父の母*ランニングボブキャッツ Running Bobcats 2002 鹿毛 | Running Stag                | Cozzene                     | Cozzene          |
| 父 *アジアエクスプレス 2011 栗毛  | 父の母*ランニングボブキャッツ Running Bobcats 2002 鹿毛 | Running Stag                | Fruhlingstag                |                  |
| 父 *アジアエクスプレス 2011 栗毛  | 父の母*ランニングボブキャッツ Running Bobcats 2002 鹿毛 | Backatem                    | Notebook                    | Notebook         |
| 父 *アジアエクスプレス 2011 栗毛  | 父の母*ランニングボブキャッツ Running Bobcats 2002 鹿毛 | Backatem                    | Deputy's Mistress           |                  |
| 母 ヒバリエクスプレス 2007 黒鹿毛 | 母の父*アグネスデジタル 1997 栗毛                       | Crafty Prospector           | Mr. Prospector              | Mr. Prospector   |
| 母 ヒバリエクスプレス 2007 黒鹿毛 | 母の父*アグネスデジタル 1997 栗毛                       | Crafty Prospector           | Real Crafty Lady            |                  |
| 母 ヒバリエクスプレス 2007 黒鹿毛 | 母の父*アグネスデジタル 1997 栗毛                       | Chancey Squaw               | Chief's Crown               | Chief's Crown    |
| 母 ヒバリエクスプレス 2007 黒鹿毛 | 母の父*アグネスデジタル 1997 栗毛                       | Chancey Squaw               | Allicance                   |                  |
| 母 ヒバリエクスプレス 2007 黒鹿毛 | 母の母コスモグローリ 1991 黒鹿毛                        | セントシーザー              | *モバリッズ                 | *モバリッズ      |
| 母 ヒバリエクスプレス 2007 黒鹿毛 | 母の母コスモグローリ 1991 黒鹿毛                        | セントシーザー              | ワイエスパンジー            |                  |
| 母 ヒバリエクスプレス 2007 黒鹿毛 | 母の母コスモグローリ 1991 黒鹿毛                        | ゴールドパーシア            | *ネプテューヌス             | *ネプテューヌス  |
| 母 ヒバリエクスプレス 2007 黒鹿毛 | 母の母コスモグローリ 1991 黒鹿毛                        | ゴールドパーシア            | ゴールドハーフ              |                  |
| 母系(F-No.)                       | ヴイキユニア(GB)系(FN:16-b)                             | ヴイキユニア(GB)系(FN:16-b) | ヴイキユニア(GB)系(FN:16-b) | [ § 3 ]          |
| 5代内の近親交配                   | アウトブリード                                          | アウトブリード              | アウトブリード              | [ § 4 ]          |
| 出典                              | 1. 2. 3. 4.                                             | 1. 2. 3. 4.                 | 1. 2. 3. 4.                 | 1. 2. 3. 4.      |

- 半姉にアザワク（道営スプリント、グランシャリオ門別スプリント2回）[16][17]